# Adelinde Cornelissen
Adelinde Cornelissen (Beilen, 8 juli 1979) is een Nederlands dressuuramazone. Zij is de vice-Olympisch kampioen van 2012.
Sinds haar zesde rijdt ze pony. In 2007 werd ze Nederlands indoorkampioene tijdens de Grand Prix van Roosendaal. Ook reed ze dat jaar haar eerste internationale wedstrijden. Op de Olympische Spelen van Londen in 2012 veroverde zij op 7 augustus voor Nederland de zilveren medaille en daarnaast brons in de teamwedstrijd (met Anky van Grunsven en Edward Gal). 
In 2008 werd ze tweede op het NK indoor nipt achter Anky van Grunsven. Ook vertegenwoordigde ze dat jaar, op Parzival, Nederland als reserve op de Spelen van Peking. Het Nederlands team bestond uit Anky van Grunsven, Imke Schellekens-Bartels en Hans Peter Minderhoud.
Op het EK dressuur in augustus 2011 in Rotterdam won ze samen met haar paard Jerich Parzival tweemaal goud, eerst op de Special en daarna op de kür.
Op 20 april 2012 won zij bij Indoor Brabant de Grand Prix van de wereldbekerfinale.

## Palmares

### Nederlandse kampioenschappen
- 1995, Nederlands Kampioen C-Z2 indoor met Ayesha
- 1995, Nederlands Kampioen C-Z2 outdoor met Ayesha
- 1997, Nederlands Kampioen Z1 KNF met Mr. Pride outdoor
- 1997, 4e Z2 met Whitsun outdoor
- 2004, Nederlands Kampioen Z2 met Parzival
- 2004, Reservekampioen ZZ-licht met Parzival outdoor
- 2005, Reservekampioen ZZ-zwaar met Parzival indoor
- 2006, 4e Lichte Tour met Parzival indoor
- 2007, Nederlands Kampioen Zware Tour met Parzival indoor
- 2007, 6e Zware Tour met Parzival outdoor
- 2008, Reservekampioen Zware Tour met Parzival
- 2008, Nederlands Kampioen Zware Toure met Parzival outdoor

### Internationaal
- 2007, Herentals: 2e Grand Prix, winnaar Spécial,
- 2007, Falsterbo: 2e Grand Prix, 2e Spécial, 11e Kür
- 2007, Rotterdam: 10e Grand Prix, winnaar Landenwedstrijd, 3e Spécial
- 2007, Arnhem: 4e Grand Prix, 3e Spécial
- 2007, 's Hertogenbosch: 5e Grand Prix, 6e Spécial
- 2007, Stallion Show Zwolle: 6e Grand Prix
- 2008, Indoor Brabant: winnaar Grand Prix, 2e Grand Prix Special met Parzival
- 2008, Aken: 2e Grand Prix, 2e Spécial, 2e Kür met Parzival
- 2009, Windsor: Grand Prix Special, goud en een wereldrecord in 84,043 met Parzival
- 2009: Windsor, EK, zilver in de kür met haar paard Parzival
- 2010: Aken, CHIO, tweede in de Special met haar paard Jerich Parzival
- 2011: Rotterdam, EK, goud op Grand Prix spécial en goud op de kür, beide met haar paard Jerich Parzival
- 2012: Olympische Spelen in Londen zilver individueel, brons team, beide met haar paard Jerich Parzival